# Сакагами, Хироси
Хироси Сакагами (яп. 坂上 弘 Сакагами Хироси, 13 февраля 1936 года — 16 августа 2021 года) — японский писатель, представитель литературного поколения интровертов. Член Японской академии искусств (с 2008). В 2004 году был удостоен Медали Почёта с пурпурной лентой. С июня 2006 года возглавлял Союз писателей Японии. Основные сочинения: «Первая любовь» (初めの愛, 1981, премия Правительственного агентства по культуре для дебютантов), «Моя якорная стоянка» (優しい碇泊地, 1992, премия «Ёмиури» и премия Министерства культуры), «Пейзажи сельской местности» (田園風景, 1992, премия Номы), сборник рассказов «Кухня» (台所, премия Кавабаты). На русский язык переведена повесть «Добродетельные люди» (優しい人々, 1976).

## Биография
Родился в Токио в семье служащего Банка Японии. В детстве много раз переезжал из одного города в другой в связи с переводами отца, в конце концов вернувшись и осев в Токио. В 1954 году поступил в Университет Кэйо (философский факультет). После окончания университета с 1960 года начал работать в корпорации «Ricoh». Как писатель дебютировал в 1955 году с рассказом «Сын и любовник» (息子と恋人), опубликованным в журнале «Мита бунгаку». Произведение было выдвинуто на премию Акутагавы, премии удостоено не было (как и ещё две работы, номинировавшиеся в 1959 и 1969 годах), но Сакагами, которому тогда было 19 лет, стал первым автором-кандидатом, не достигшим двадцатилетия. Начиная с 1960-х и вплоть до 1995 года, когда он уволился из «Ricoh», Сакагами продолжал совмещать свою литературную деятельность с работой офисного служащего. В 1977 году вместе с другим писателями «поколения интровертов» возглавил редакцию журнала «Литературный стиль» (文体).

## Издания на русском языке
- Добродетельные люди // Современная японская повесть / Пер. Л. Ермаковой и Е. Маевского. — М.: Прогресс, 1980. — С. 521—-667.
- Сто дней после похорон // Современная японская новелла 1945-1978 / Пер. В. Скальника. — М.: Художественная литература, 1980. — С. 431—-445.